# دوسیت اینترنشنال
دوسیت اینترنشنال (انگلیسی: Dusit International) شرکت مهمان‌نوازی تایلندی است، که در سال ۱۹۴۸ تأسیس شد.